# Elkin Murillo
Pour les articles homonymes, voir Murillo.
Elkin Murillo, né le 20 septembre 1977 à Apartadó (Colombie), est un footballeur colombien, évoluant au poste d'ailier à Cortuluá. Au cours de sa carrière, il évolue à au Deportes Quindío, à l'Independiente Medellín, au Deportivo Cali, au LDU Quito, à l'Atlético Nacional, au Sporting Cristal, au Técnico Universitario, au Deportes Tolima et au Deportivo Pereira ainsi qu'en équipe de Colombie.
Murillo marque un but lors de ses vingt-huit sélections avec l'équipe de Colombie entre 2001 et 2007. Il participe à la Copa América en 2001 et en 2004, à la Gold Cup 2003 et à la Coupe des confédérations 2003 avec la Colombie.

## Carrière
- 1996-1999 : Deportes Quindío
- 1999-2000 : Independiente Medellín
- 2001-2003 : Deportivo Cali
- 2004-2006 : LDU Quito
- 2007-2008 : Atlético Nacional
- 2008 : Sporting Cristal
- 2009 : Técnico Universitario
- 2010 : Deportes Quindío
- 2011 : Deportes Tolima
- 2011 : Deportivo Pereira
- 2012- : Cortuluá [2]

## Palmarès

### En équipe nationale
- 28 sélections et 1 but avec l'équipe de Colombie entre 2001 et 2007
- Vainqueur de la Copa América en 2001

### Avec la LDU Quito
- Vainqueur du Championnat d'Équateur en 2005 (Tournoi d'ouverture)

### Avec l'Atlético Nacional
- Vainqueur du Championnat de Colombie en 2007 (Tournoi d'ouverture) et 2007 (Tournoi de clôture)